# Respirație anaerobă
Respirația anaerobă este procesul de respirație celulară în care substratul acceptor de electron este altul decât oxigenul molecular (O2).
Respirația la organismele aerobe presupune o captare a electronilor în lanțul transportator de electroni, având ca final acceptarea acestora de către oxigenul molecular, care este un agent oxidant foarte puternic (și implicit un acceptor de electroni excelent). Pe de altă parte, organismele anaerobe utilizează alți agenți mai puțin oxidanți, precum ionul sulfat (SO42−), ionul azotat (NO3−), sulful (S) sau ionul fumarat. Acești acceptori de electroni au un potențial de reducere redus în comparație cu cel al O2, ceea ce indică faptul că se eliberează o cantitate mai mică de energie per moleculă. Astfel, respirația anaerobă este mai puțin eficientă decât cea aerobă. 
Respiratia anaerobă se întâlnește la bacterii și ciuperci, presupune o cantitate mică de energie depozitată sub formă de ATP, produce dioxid de carbon și are loc în citoplasma celulei.